# Saint-Léger-de-Balson
Saint-Léger-de-Balson település Franciaországban, Gironde megyében. Lakosainak száma 316 fő (2022. január 1.). Saint-Léger-de-Balson Balizac, Bourideys, Préchac, Saint-Symphorien és Villandraut községekkel határos.

## Népesség
A település népessége az elmúlt években az alábbi módon változott:
| Lakosok száma | 217  | 227  | 239  | 272  | 335  | 340  | 337  | 326  | 323  | 316  |
|               | 1968 | 1982 | 1990 | 2006 | 2013 | 2015 | 2017 | 2019 | 2020 | 2022 |